# Anthoscopus
Az Anthoscopus a madarak osztályának verébalakúak (Passeriformes) rendjébe és a függőcinege-félék (Remizidae) családjába tartozó nem.

## Rendszerezésük
A nembe az alábbi 6 faj tartozik:
- sárga függőcinege (Anthoscopus parvulus)
- fokföldi függőcinege (Anthoscopus minutus)
- erdei függőcinege (Anthoscopus flavifrons)
- szudáni függőcinege (Anthoscopus punctifrons)
- afrikai függőcinege (Anthoscopus caroli), ennek alfaját, a rozsdáshasú vagy barnahasú függőcinegét (Anthoscopus caroli sylviella) külön fajként is kezelik (Anthoscopus sylviella)
- egérszürke függőcinege (Anthoscopus musculus)